# From a Distance
«From a Distance» (с англ. — «Издалека») — песня, написанная в 1985 году Джулией Голд. Она долго время безуспешно пыталась предложить её какому либо артисту или лейблу. Благодаря своей подруге Кристин Лавин, она смогла продать песню Нэнси Гриффит, которая первая записала её для своего альбома  Lone Star State of Mind в 1987 году.

## Создание
Песня была написана в 1985 году. Вдохновением для написания песни послужило увлечение Голд религией и философией. Сама автор песни считает, что песня о том, как вещи выглядят со стороны и тем чем они являются на самом деле; хотя она не настаивает на своей точке зрения, считая, что песня — часть искусства, а его каждый человек трактует по-своему.

## Версия Бетт Мидлер
Настоящую известность и популярность песне принесло исполнение её американской певицей Бетт Мидлер в 1990 году. Данная версия песни выиграла премию «Грэмми» как лучшая песня года в 1991 году. Также она выиграла награду «3 Million Airs Award», вручаемую Broadcast Music, Inc.
Песня достигла первого места в чарте Adult Contemporary и стала второй в Billboard Hot 100.
Композиция также стала популярным антивоенным призывом во время Войны в Персидском заливе из-за своего красноречивого содержания.

### Критический приём
Издание Gavin Report писало: «Мидлер смогла крайне успешно вернуться в мир музыки после перерыва в прошлом году с грэмминосным хит-синглом „Wind Beneath My Wings“, и с новой песней „From a Distance“ её ждёт, несомненно, подобный успех».
Тем не менее, популярный музыкальный телеканал VH1 поместил песню на тридцать седьмую строчку рейтинга «50 ужасающе плохих песен», а журнал Blender в аналогичном списке — на четырнадцатую.

### Чарты

#### Еженедельные чарты
| Чарт (1990-91)                     | Пиковая позиция |
| ---------------------------------- | --------------- |
| Австралия (ARIA)                   | 8               |
| Германия (GfK)                     | 14              |
| Нидерланды (Single Top 100)        | 33              |
| Ирландия (IRMA)                    | 3               |
| Новая Зеландия (Recorded Music NZ) | 3               |
| Великобритания (OCC UK Singles)    | 6               |
| США (Billboard Hot 100)            | 2               |
| США (Billboard Adult Contemporary) | 1               |

#### Годовые чарты
| Чарт (1990)              | Позиция |
| ------------------------ | ------- |
| Канада (RPM Top Singles) | 61      |
| Чарт (1991)              | Позиция |
| США (Billboard Hot 100)  | 15      |

#### За все время
| Чарт             | Позиция |
| ---------------- | ------- |
| Австралия (ARIA) | 678     |

### Сертификации и продажи
| Регион                                                      | Сертификация | Продажи    |
| ----------------------------------------------------------- | ------------ | ---------- |
| Австралия (ARIA)                                            | Золотой      | 35 000^    |
| США (RIAA)                                                  | Платиновый   | 1 000 000^ |
| ^ Данные о тиражах приведены только на основе сертификации. |              |            |

## Другие версии песни
- Певица Джуди Коллинз одна из первых начала исполнять кавер версию песни. В 1989 она включила концертную версию в альбом Sanity and Grace и студийную версию в альбом Fires of Eden.
- Рок-группа The Byrds записали кавер-версию и в 1990 году включили её в бокс-сет The Byrds.
- Клифф Ричард записал версию песни для альбома From a Distance: The Event. Композиция достигла шестнадцатой строчки в чарте Ирландии и одиннадцатой в Великобритании[22].
- В 1990 году американская певица Кэти Меттеа записала кавер-версию для альбома Time Passes By.
- Английская певица Элейн Пейдж записала песню для альбома Love Can Do That в 1991 году, однако она вышла только через шесть лет в сборнике From a Distance.
- Fairport Convention записали песню для альбома Wormwood Years, позднее в 2002 году концертную версию включили в альбом From Cropready to Portmerion.
- Композиторы Ричард Клайдерман и Джеймс Ласт записали инструментальную версию песни для одного из шоу немецкого телевидения, в 1995 году она появилась на сборнике Ласта Welthits in Gold.
- Для Летних Олимпийских игр, проходивших в 1996 году в Атланте, Донна Саммер, Нэнси Гриффит и Раулб Мало исполнили песню на немецком, английском, французском и испанском языках.
- В 2008 году Джон Барроумэн записал кавер-версию для своего альбома Music Music Music.
- Детский хор Libera перепели песню для альбома Hope в 2017 году.